# Urbaan district
Urbaan district is de naam van een van een plantengeografisch floradistrict in Nederland. 
Het Urbaan district bestaat uit de grotere stadskernen van Nederland, spoorwegemplacementen, industriegebieden en andere zogenaamde stenige gebieden. Het is samen met het District IJsselmeerpolders een gebied dat dusdanig gedomineerd wordt door menselijk ingrijpen dat het niet onder een ander floradistrict kan worden geschaard.
De stedelijke gebieden kenmerken zich onder andere door een relatief hogere temperatuur, waardoor er een specifiek soort flora is ontstaan.
Er zijn meer dan 800 soorten gevonden, waaronder diverse bedreigde soorten. 

## Urbicolen
Kenmerkend zijn vooral de stadsafhankelijke soorten, de zogenaamde urbane soorten of urbicolen. Dit zijn soorten, die in sterke mate gebonden zijn aan stedelijke biotopen en het stedelijk klimaat. Het stedelijk gebied telt circa 70 stadsafhankelijke soorten, waaronder:
- kransmuur
- muurfijnstraal
- klein glaskruid
- klimopbremraap
- gehoornde klaverzuring

De meeste van deze soorten komt van nature uit warme tot zeer warme gebieden. 

## Stadsminnende soorten
Daarnaast zijn er in het stedelijk gebied ook soorten te vinden die niet primair stadsafhankelijk zijn, maar in zekere mate wel karakteristiek voor de stedelijke flora, dit zijn de zogenaamde stadsminnende soorten. Ook deze groep bestaat in hoofdzaak uit warmteminnaars.

## Stadsgerelateerde soorten
Ten slotte herbergt de stad een aantal soorten die 'fysiek' of 'historisch' met het stedelijk gebied verbonden zijn. Dit zijn de stadsgerelateerde soorten. Zo zitten muurplanten 'vast' aan bebouwing, in het bijzonder oude muren, en zijn stinsenplanten traditiegetrouw verbonden met stadswallen, kerkhoven, buitenplaatsen en stadsparken.

## Verstedelijking
Met de voortgaande verstedelijking is het 'volume' aan geschikt biotoop alleen maar toegenomen. Tegelijkertijd is het aanbod aan invasieve soorten groter dan ooit.  Vanaf 1985 kan er gesproken worden van een botanische warmtegolf; in korte tijd heeft een nieuwe reeks 'warmtesoorten' - met name soorten uit het gebied rond de Middellandse Zee - onze steden veroverd en het einde hiervan is nog niet in zicht. De nieuwkomers profiteren van het warmer worden van het klimaat in het toch al relatief warme stedelijk gebied.